# سوزان إيتون
سوزان إيتون (بالإنجليزية: Susan Eaton) هي عالمة سياسة أمريكية، ولدت في 9 يوليو 1957 في الولايات المتحدة، وتوفيت في 30 ديسمبر 2003 في بوسطن في الولايات المتحدة بسبب ابيضاض الدم.